# Cinclidotus herzogii
Cinclidotus herzogii là một loài rêu trong họ Cinclidotaceae. Loài này được Pavletic mô tả khoa học đầu tiên năm 1955.